# 3674 Erbisbühl
3674 Erbisbühl este un asteroid descoperit pe 13 septembrie 1963 de Cuno Hoffmeister.